# Văltjedrăm
Văltjedrăm (bulgariska: Вълчедръм) är en ort i Bulgarien.   Den ligger i kommunen Obsjtina Văltjedrăm och regionen Montana, i den nordvästra delen av landet, 110 km norr om huvudstaden Sofia. Văltjedrăm ligger 77 meter över havet och antalet invånare är 5 207.